# سیارک ۸۴۱۹
سیارک ۸۴۱۹ (به انگلیسی: 8419 Terumikazumi، نامگذاری:1996VK38) هشت هزار و چهارصد و نوزدهمین سیارک کشف شده‌است که در ۷ نوامبر ۱۹۹۶ کشف شد.
قدر مطلق سیارک برابر ۱۲٫۸۰ است.